# Friedrich Fähndrich
Friedrich Fähndrich (több forrásban Fähndrich Frigyes, Budapest, 1887. január 8. – Adriai vagy a Földközi-tenger, 1917. április) osztrák–magyar tengerész, sorhajóhadnagy, tengeralattjáró-kapitány.

## Élete
A háború kitörése előtt lépett be a Császári és Királyi Haditengerészetbe, ahol hamarosan csatlakozott a tengeralattjáró-fegyvernemhez. 1909 májusától fregatthadnagy, majd 1913. május 1-jén előléptették sorhajóhadnaggyá. 1915. november 28-ától az SM U–15 osztrák-magyar tengeralattjáró parancsnoka, mely beosztásban részt vett a főként az Adriai-tengeren zajló tengeri hadműveletekben. 1915. december 8-án tengeralattjárójával elsüllyesztett két albán vitorlást.
1916. március 26-áig volt a tengeralattjáró kapitánya, majd néhány hónappal később, 1916. május 10-i hatállyal visszahelyezték ugyanebbe a pozícióba. Május 17-én elsüllyesztette az olasz Stura gőzöst. Június 23-án Otrantótól húsz mérföldre északra az ő tengeralattjárója végzett a szintén olasz, 1910-ben épített Citta Di Messina gőzhajóval. A 745 tonnás, 1910-ben épített francia Fourche kísérőromboló igyekezett a hullámsírba merült gőzhajó túlélőit menteni, de az SM U–15 újabb torpedókat lőtt ki és torpedótalálatoktól a romboló is hamarosan elsüllyedt. 
1917. február 17-étől az új építésű SM U–30 tengeralattjáró parancsnoka lett. 1917. március 31-én a Cattarói-öbölből kifutva bevetésre indult a Földközi-tengerre, onnan azonban sohasem tért vissza. A hajó-és legénységének sorsa a mai napig nem tisztázott, április 1-2. után semmiféle információ nem áll rendelkezésre. Valószínűsíthetően az otrantói tengerzár egyik aknája, netalántán a hajón fellépő műszaki hiba következtében a tengeralattjáró elsüllyedt. Egyes források szerint az angol HSM Plough Boy őrhajó süllyesztette el az U-30-at vízibombákkal április 30-án, de erre sincsenek konkrét bizonyítékok.

## Eredményei
A Fähndrich az U–15 parancsnokaként a táblázatban látható hajókat süllyesztette el (összesen négy kereskedelmi és egy hadihajót).
| Nemzetiség, név és fajta     | Időpont            | Vízkiszorítás |
| ---------------------------- | ------------------ | ------------- |
| Erzen (vitorlás)             | 1915. december 18. | 25 BRT        |
| Figlio Preligiona (vitorlás) | 1915. december 18. | 80 BRT        |
| Stura (gőzös)                | 1916. május 17.    | 2237 BRT      |
| Citta Di Messina (gőzös)     | 1916. június 3.    | 3495 BRT      |
| Fourche (romboló)            | 1916. június 3.    | 745 BRT       |

## Kitüntetései
- Katonai Jubileumi Kereszt
- Bronz Katonai Érdemérem
- Ezüst Katonai Érdemérem
- Katonai Érdemkereszt harmadik osztálya
- Osztrák Császári Vaskorona-rend harmadik osztálya